# Hershey bar
La Hershey's Milk Chocolate Bar (comúnmente llamado Hershey bar) es una barra de chocolate elaborada y comercializada por la compañía chocolatera americana: The Hershey Company.
La barra fue inventada por el industrial chocolatero norteamericano Milton Snavely Hershey (1857-1945) en 1903. La barra de chocolate con leche fue muy popular durante la Segunda Guerra Mundial, siendo la que portaban las tropas americanas como postre en su ración de combate.

## Historia
El industrial chocolatero norteamericano Milton Snavely Hershey (1857-1945) a finales del siglo XIX ya mostraba iniciativa inventando formas de modificar el chocolate y crear nuevos productos, en el año 1900 inventa la barra que lleva su apellido: la Hershey bar. Seguido de esta, se crea la versión de leche de chocolate con almendras en 1908. 
En 1939 Hersey inventa una versión miniaturizada de la barra, denominada Hersey miniature. La compañía fue elegida como proveedora de chocolate a los soldados americanos de la Segunda Guerra Mundial (formando parte del denominando Field Ration D).
Una versión circular de la barra de chocolate con leche llamada Gotas de Hershey fue lanzado en 2010. 
Unos cuatro onzas de esta barra proporcionaban a las tropas unos 600 calorías. Las barras de chocolate a veces se distribuían entre la población, lo que causó una gran demanda de chocolate americano tras el conflicto de la Guerra Mundial.

## Características
La composición del chocolate de estas barras está protegida por la marca, considerado como un secreto industrial. No obstante se sabe que el proceso de elaboración se realiza mediante una lipólisis parcial de la leche, sintetizando de esta forma ácido butírico, lo que acaba estabilizando la leche de una posterior fermentación. Este compuesto proporciona al chocolate de la barra un sabor ácido característico. Es por esta razón, las autoridades sanitarias de EE. UU., exigen a que este aditivo sea agregado en otros chocolates.

## Versiones
- Hershey's Cookies 'n' Creme - Es una marca de chocolate de leche con trozos de galleta de chocolate de la compañía Hershey's
- Hershey's Special Dark - Es una marca de chocolate negro de la compañía Hershey's
- Hershey's Milk - Barra de chocolate de leche.
- Hershey's Cookies 'n' Dulce de Leche - Es una barra de chocolate de leche con trozos de galleta de chocolate (México)
- Hershey's Almond - Barra de chocolate de leche con trozos de almendra.
- Krackel - Barra de chocolate de leche con arroz inflado.